# Новопрутівська сільська рада
Новопрутівська сільська рада (Ново-Прутівська сільська рада, до 1928 року — Прутівська сільська рада (німецька), у 1928—46 роках — Нейгеймська сільська рада) — колишня адміністративно-територіальна одиниця та орган місцевого самоврядування у Довбишському (Мархлевському, Щорському) і Червоноармійському районах Волинської округи, Київської та Житомирської областей Української РСР з адміністративним центром у селі Новопрутівка.

## Населені пункти
Сільській раді на час ліквідації були підпорядковані населені пункти:
- с. Новопрутівка
- с. Новохатки

## Населення
Кількість населення ради, станом на 1931 рік, становила 1 193 особи.

## Історія та адміністративний устрій
Створена 1 вересня 1925 року, як Прутівська німецька національна сільська рада, в колонії Прутівка Прутівської (української) сільської ради Довбишського (згодом — Мархлевський) району Житомирської (згодом — Волинська) округи. З 1928 року в підпорядкуванні значилася кол. Нейгейм Другий (згодом — Новохатки). 6 лютого 1928 року сільську раду перейменовано на Нейгеймську через перейменування адміністративного центру на Нейгейм Перший. 17 жовтня 1935 року включена до складу новоствореного Червоноармійського району Київської області. 14 травня 1939 року, відповідно до указу Президії Верховної ради Української РСР «Про утворення Щорського району Житомирської області», сільську раду включено до складу новоствореного Щорського (згодом — Довбишський) району Житомирської області.
7 червня 1946 року, відповідно до указу Президії Верховної ради Української РСР «Про збереження історичних найменувань та уточнення і впорядкування існуючих назв сільрад і населених пунктів Житомирської області», сільську раду перейменовано на Новопрутівську через перейменування її адміністративного центру на с. Новопрутівка.
Станом на 1 вересня 1946 року сільська рада входила до складу Довбишського району Житомирської області, на обліку в раді перебували села Ново-Прутівка та Новохатки.
Ліквідована 11 серпня 1954 року, відповідно до указу Президії Верховної ради Української РСР «Про укрупнення сільських рад по Житомирській області», територію та населені пункти ради приєднано до складу Прутівської сільської ради Довбишського району Житомирської області.